# Baie Sainte Anne
Baie Sainte Anne (Frans voor Sint Anna-baai en genoemd naar de Sint Anna-kerk) is een van de 26 districten van de Seychellen. Het district beslaat de noordoostelijke helft van het eiland Praslin dat ten noordoosten van het hoofdeiland Mahé ligt. Het district is met een oppervlakte van 25 vierkante kilometer bij de grotere van de eilandnatie. Baie Sainte Anne telde bij de census van 2002 3665 inwoners.